# Vasil Kănčov
Vasil Kănčov (bulharsky Васил Кънчов; 26. července 1862 Vraca – 6. února 1902 Sofie) byl bulharský geograf, etnograf a politik.

## Životopis
Poté, co vystudoval střední školu v Lomu, pokračoval ve studiu chemie na univerzitě v Charkově. Kvůli účasti v srbsko-bulharské válce studium v roce 1885 přerušil a po jejím ukončení pokračoval ve studiu v Mnichově a Stuttgartu. V Roce 1888 kvůli onemocnění revmatismem studia ukončil, aniž by byl graduován.
V následujících letech působil jako učitel. Po krátké praxi v Sofii nastoupil jako profesor na chlapecké gymnázium sv. Cyrila a Metoděje v Soluni. V roce 1891 se stal ředitelem bulharských škol v Serresu a okolí a o dva roky později se stal ředitelem soluňského gymnázia. V této době se oženil s Christinou Baltadžievou, ředitelkou soluňského dívčího gymnázia. V roce 1894 se stal inspektorem bulharských škol v Makedonii. Cestování během inspekcí využil k tvorbě svého stěžejního díla, etnografické studie Makedonie, etnografie a statistika (Македония. Етнография и статистика), která byla vydána v Sofii v roce 1900.
V roce 1898 se Kănčov vrátil do Bulharska. Zprvu bydlel u své rodiny ve Vrace a poté se usídlil v Sofii. Zde se stal členem a později tajemníkem Bulharské knižní společnosti, předchůdkyně Bulharské akademie věd. V letech 1899 a 1901 byl zvolen poslancem za volební obvod Vraca jako kandidát Pokrokové liberální strany. V roce 1902 se stal ministrem školství a ještě téhož roku byl zabit ve své kanceláři psychopatickým suspendovaným učitelem.

## Dílo

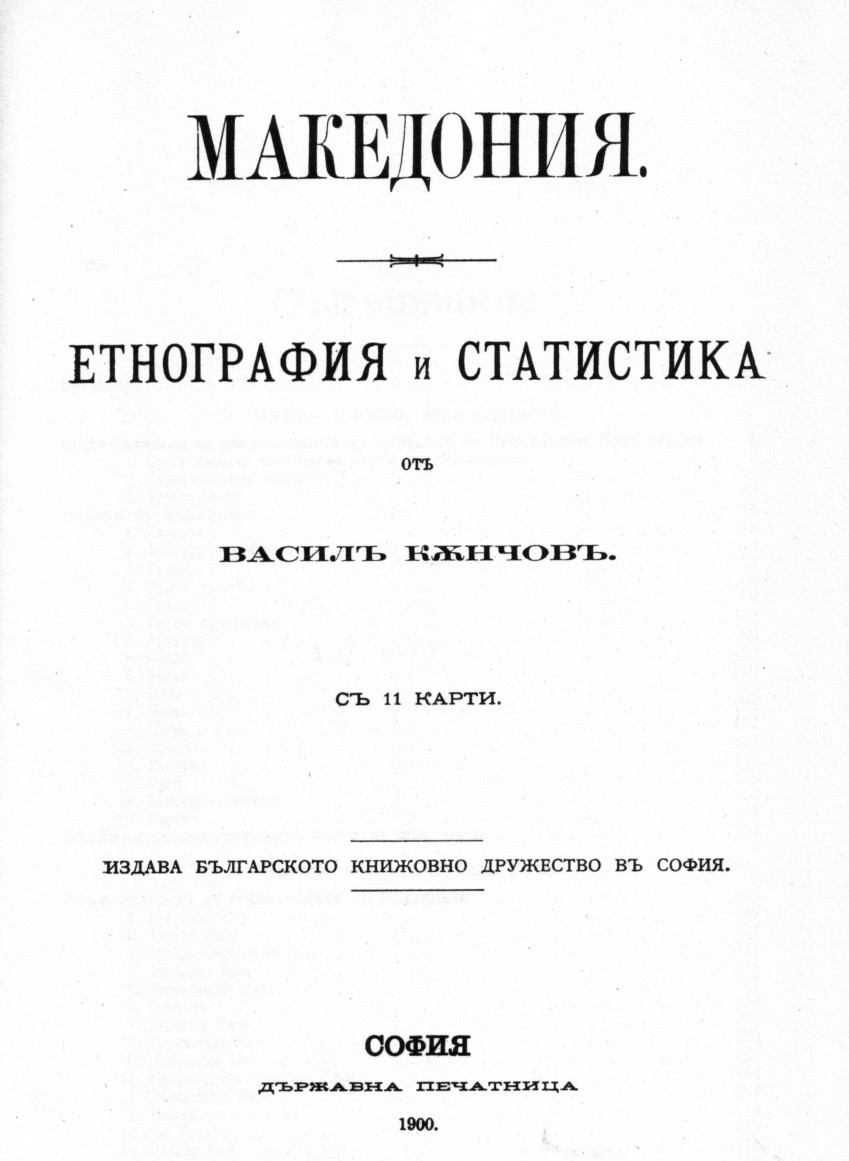
Čelní strana prvního vydání díla Makedonie, etnografie a statistika

- 1891 Bitolsko, Presna a Ohridsko. Cestovní poznámky (Битолско, Преспа и Охридско. Пътни бележки)
- 1892 Současnost a nedávná minulost města Veles (Сегашното и недавното минало на град Велес)
- 1894 – 1896 Cestování údolími Strumy, Mesty a Bregalnici (Пътуване по долините на Струма, Места и Брегалница)
- 1895 Zeměpis vlasti. (Отечествена география)
- 1895 Postavení Bulharů v Makedonii (Положението на българите в Македония)
- 1896 Politika turecké vlády proti Bulharům v Makedonii (Политиката на турското правителство спроти българите в Македония)
- 1896 Zeměpis Balkánského poloostrova (География на Бълканския полуостров)
- 1896 Svatý les (Света гора)
- 1898 Cestovní poznámky z Makedonie (Пътни бележки в Македония)
- 1898 Cestovní zprávy z Makedonie (Пътни съобщения в Македония)
- 1898 Město Skopje. Poznámky o jeho současnosti a minulosti (Град Скопие. Бележки за неговото настояще и минало)
- 1900 Makedonie. Etnografie a statistika (Македония. Етнография и статистика)
- 1906 Turecko a Bulhaři (Турция и българите)
- 1911 Orohydrografie Makedonie (Орохидрография на Македония)

## Zajímavosti
Nese po něm jméno hora Kanchev Peak na Grahamově zemi.